# Seznam dílů seriálu Sam & Cat
Toto se seznam dílů seriálu Sam & Cat. Americký sitcom Sam & Cat začala vysílat dětská televizní stanice Nickelodeon od 8. června 2013. Jde o spin-off dvou seriálů, iCarly a V jako Victoria, rovněž dříve vysílané stanicí Nickelodeon. V hlavních rolích účinkují Jennette McCurdyová a Ariana Grande, kteří v seriálu ztvárnili své postavy z předchozích seriálů. V Česku se seriál začal vysílat 16. února 2014 na české stanici Nickelodeonu.

## Přehled řad
| Řada | Díly | Premiéra v USA | Premiéra v USA    | Premiéra v ČR  | Premiéra v ČR  |
| Řada | Díly | První díl      | Poslední díl      | První díl      | Poslední díl   |
| ---- | ---- | -------------- | ----------------- | -------------- | -------------- |
| 1    | 36   | 8. června 2013 | 17. července 2014 | 16. února 2014 | 16. srpna 2015 |

## Seznam dílů
| Č. v seriálu | Č. v řadě | Název                                      | Český název                            | Režie          | Scénář                                            | Premiéra v USA     | Premiéra v ČR                  | Prod. kód |
| ------------ | --------- | ------------------------------------------ | -------------------------------------- | -------------- | ------------------------------------------------- | ------------------ | ------------------------------ | --------- |
| 1            | 1         | #Pilot                                     | #Pilot                                 | Steve Hoefer   | Dan Schneider                                     | 8. června 2013     | 16. února 2014                 | 101       |
| 2            | 2         | #FavoriteShow                              | #OblíbenáShow                          | Steve Hoefer   | Dan Schneider                                     | 15. června 2013    | 23. února 2014                 | 102       |
| 3            | 3         | #TheBritBrats                              | #ExtrémníBingo                         | Adam Weissman  | Dan Schneider, Jake Farrow                        | 22. června 2013    | 9. března 2014                 | 104       |
| 4            | 4         | #NewGoat                                   | #NováKoza                              | Steve Hoefer   | Dan Schneider, Warren Bell                        | 29. června 2013    | 2. března 2014                 | 103       |
| 5            | 5         | #TextingCompetition                        | #SoutěžVPosíláníTextovýchZpráv         | Russ Reinsel   | Dan Schneider, Christopher J. Nowak               | 13. července 2013  | 6. dubna 2014                  | 108       |
| 6            | 6         | #BabysitterWar                             | #VálkaChův                             | Steve Hoefer   | Dan Schneider, Christopher J. Nowak               | 20. července 2013  | 16. března 2014                | 105       |
| 7            | 7         | #GoomerSitting                             | #HlídáníGoomera                        | Adam Weissman  | Dan Schneider, Warren Bell                        | 27. července 2013  | 23. března 2014                | 106       |
| 8            | 8         | #ToddlerClimbing                           | #ŠplháníBatolat                        | Adam Weissman  | Dan Schneider, Jake Farrow                        | 3. srpna 2013      | 30. března 2014                | 107       |
| 9            | 9         | #MommaGoomer                               | #GoomerovaMáma                         | Dan Frischman  | Dan Schneider, Christopher J. Nowak               | 10. srpna 2013     | 27. dubna 2014                 | 111       |
| 10           | 10        | #BabysittingCommercial                     | #ReklamaNaHlídáníDětí                  | Steve Hoefer   | Dan Schneider, Warren Bell                        | 14. září 2013      | 4. května 2014                 | 112       |
| 11           | 11        | #RevengeOfTheBritBrats                     | #PomstaGwenARuby                       | Adam Weissman  | Dan Schneider, Warren Bell                        | 21. září 2013      | 13. dubna 2014                 | 109       |
| 12           | 12        | #MotorcycleMystery                         | #ZáhadaSMotorkou                       | Steve Hoefer   | Dan Schneider, Jake Farrow                        | 28. září 2013      | 20. dubna 2014                 | 110       |
| 13           | 13        | #SecretSafe                                | #TajnýSafe                             | Adam Weissman  | Dan Schneider, Jake Farrow                        | 5. října 2013      | 11. května 2014                | 113       |
| 14           | 14        | #OscarTheOuch                              | #OscaroviNehody                        | Russ Reinsel   | Dan Schneider, Dave Malkoff                       | 12. října 2013     | 25. května 2014                | 115       |
| 15           | 15        | #DollSitting                               | #HlídaníProPanenku                     | Steve Hoefer   | Dan Schneider, Christopher J. Nowak               | 19. října 2013     | 18. května 2014                | 114       |
| 16           | 16        | #PeezyB                                    | #PízýBí                                | Paul Coy Allen | Dan Schneider, Jake Farrow                        | 2. listopadu 2013  | 12. října 2014                 | 119       |
| 17           | 17        | #SalmonCat                                 | #Lososová kočka                        | Russ Reinsel   | Dan Schneider, Christopher J. Nowak               | 9. listopadu 2013  | 28. září 2014                  | 117       |
| 18           | 18        | #Twinfection                               | #NákazaDvojčat                         | Steve Hoefer   | Dan Schneider, Jake Farrow                        | 16. listopadu 2013 | 21. září 2014                  | 116       |
| 19           | 19        | #MyPoober                                  | #MůjPúbr                               | Steve Hoefer   | Dan Schneider, Warren Bell                        | 23. listopadu 2013 | 5. října 2014                  | 118       |
| 20           | 20        | #MadAboutShoe                              | #ŠílenstvíSBotou                       | Steve Hoefer   | Lisa Lillien, Dan Schneider, Christopher J. Nowak | 30. listopadu 2013 | 19. října 2014                 | 120       |
| 21           | 21        | #MagicATM                                  | #KouzelnýBankomat                      | Adam Weissman  | Dan Schneider, Christopher J. Nowak               | 4. ledna 2014      | 12. dubna 2015                 | 123       |
| 22           | 22        | #Lumpatious                                | #Prudivý                               | Russ Reinsel   | Dan Schneider, Jake Farrow                        | 11. ledna 2014     | 5. dubna 2015                  | 122       |
| 23-24        | 23-24     | #TheKillerTunaJump: #Freddie #Jade #Robbie | #VražednýSkokPřesTuňáka (1. a 2. část) | Adam Weissman  | Dan Schneider, Warren Bell                        | 18. ledna 2014     | 19. dubna 2015, 26. dubna 2015 | 124-125   |
| 25           | 25        | #YayDay                                    | #JejDej                                | Steve Hoefer   | Dan Schneider, Warren Bell                        | 20. ledna 2014     | 29. března 2015                | 121       |
| 26           | 26        | #BrainCrush                                | #DrtičMozků                            | Dan Frischman  | Dan Schneider, Jake Farrow                        | 8. února 2014      | 7. června 2015                 | 126       |
| 27           | 27        | #BlueDogSoda                               | #NápojModrýPes                         | Adam Weissman  | Christopher J. Nowak, Dan Schneider               | 15. února 2014     | 14. června 2015                | 127       |
| 28           | 28        | #BlooperEpisode                            | #EpizodaKiksů                          | Adam Weissman  | Dan Schneider, Jake Farrow                        | 22. února 2014     | 21. června 2015                | 128       |
| 29           | 29        | #FresnoGirl                                | #DěvčeZFresna                          | Steve Hoefer   | Dan Schneider, Christopher J. Nowak               | 15. března 2014    | 28. června 2015                | 129       |
| 30           | 30        | #StuckInABox                               | #ZavřenáVBedně                         | Dan Frischman  | Dan Schneider, Warren Bell                        | 22. března 2014    | 5. července 2015               | 130       |
| 31           | 31        | #SuperPsycho                               | #SuperPsycho                           | Steve Hoefer   | Dan Schneider, Warren Bell                        | 29. března 2014    | 12. července 2015              | 133       |
| 32           | 32        | #DroneBabyDrone                            | #DroneBabyDrone                        | Russ Reinsel   | Dan Schneider, Jake Farrow                        | 12. dubna 2014     | 19. července 2015              | 131       |
| 33           | 33        | #FirstClassProblems                        | #PrvotřídníPotíže                      | Steve Hoefer   | Dan Schneider, Christopher J. Nowak               | 26. dubna 2014     | 26. července 2015              | 132       |
| 34           | 34        | #KnockOut                                  | #Vyřazen                               | Russ Reinsel   | Dan Schneider, Jake Farrow                        | 7. června 2014     | 2. srpna 2015                  | 134       |
| 35           | 35        | #WeStealARockStar                          | #ZamčenýSDelDeVille                    | Steve Hoefer   | Dan Schneider, Christopher J. Nowak               | 12. července 2014  | 9. srpna 2015                  | 135       |
| 36           | 36        | #GettinWiggy                               | #Paruka                                | Russ Reinsel   | Dan Schneider, Warren Bell, Andrew Thomas         | 17. července 2014  | 16. srpna 2015                 | 136       |